# Гориция (провинция)
Гори́ция (итал. Provincia di Gorizia, вен. Provincia de Gorizsia, фриул. Provincie di Gurize, словен. Goriška pokrajina) — упразднённая провинция в составе области Фриули-Венеция-Джулия в Италии. Существовала до 30 сентября 2017 года. Центром провинции был город Гориция.

## География
Провинция находилась на юго-востоке области и имела площадь 466 км². Она имела береговую линию протяжённостью 47,6 км.

## Население
Численность населения провинции составляла 139 346 человек (2017 год). Около 11% населения провинции являлись этническими словенцами, большинство из них проживало в столице провинции. В 9 коммунах провинции законодательство защищает этнических словенцев как языковое меньшинство; в трёх коммунах (Добердо-дель-Лаго, Савонья-д’Изонцо и Сан-Флориано-дель-Коллио) этнические словенцы составляют большинство. 

## Коммуны
Всего в провинцию входили 25 коммун:
- Виллессе
- Гориция
- Градиска-д’Изонцо
- Градо
- Добердо-дель-Лаго
- Доленья-дель-Коллио
- Каприва-дель-Фриули
- Кормонс
- Мариано-дель-Фриули
- Медеа
- Монфальконе
- Мораро
- Мосса
- Романс-д’Изонцо
- Ронки-деи-Леджонари
- Савонья-д’Изонцо
- Саградо
- Сан-Канциан-д’Изонцо
- Сан-Лоренцо-Изонтино
- Сан-Пьер-д’Изонцо
- Сан-Флориано-дель-Коллио
- Старанцано
- Турриако
- Фарра-д’Изонцо
- Фольяно-Редипулья

## История
Новое региональное законодательство области Фриули-Венеция-Джулия отменило промежуточный уровень провинций. 28 ноября 2016 года состоялся последний провинциальный совет; формально провинция Гориция была ликвидирована 1 января 2017 года и окончательно аннулирована 30 сентября 2017 года. Функции провинции были поделены между областью, коммунами и новосозданными межкоммунальными территориальными союзами (итал. Unione Territoriale Intercomunale), которые однако не совпадают по границам с упразднённой провинцией. Вместо провинции были созданы два межкоммунальных территориальных союза: Карзо-Изонцо-Адриатико (UTI Carso Isonzo Adriatico) из 10 коммун и Коллио и Альто-Изонцо (UTI Collio - Alto Isonzo) из 15 коммун.